# Língua bekwarra
A língua bekwarra (também chamada bekwara, bekworra ou yakoro) é uma língua tonal ativa falada por cerca de 150 mil pessoas do povo bekwarra no sudeste da Nigéria. O bekwarra pertence à família linguística nigero-congolesa, e é parte do pequeno grupo de línguas chamadas línguas bendi [en].

## Etimologia
O povo bekwarra usa o endônimo ebekwarra para nomear tanto a língua que falam quanto o seu próprio clã. Acredita-se que o termo tenha derivado da expressão "Ebe Kwarra", que pode ser traduzida como "aqueles que fugiram". O nome se relaciona à mitologia de formação dos bekwarra - em meados do século XV, Ashide e Odama Agba teriam fugido de sua casa, Obudu [en], e fundado um povoamento no norte do estado de Rio Cross, iniciando a nação Bekwarra. Os bekwarra atuais seriam descendentes dos fundadores - perpetuamente "aqueles que fugiram".
Muitos povos vizinhos, como os yala e os bokyi [en], se referem aos bekwarra com o exônimo de origem yala yakoro.

## Distribuição

### Distribuição Geográfica
Desde sua fundação, o povo bekwarra encontra-se concentrado na chamada Área de Governo Local Bekwarra [en], um governo local localizado no estado de Rio Cross e cuja capital é a cidade de Abuochiche. A região abarca cerca de 260km² e apresenta notória homogeneidade étnica e linguística.

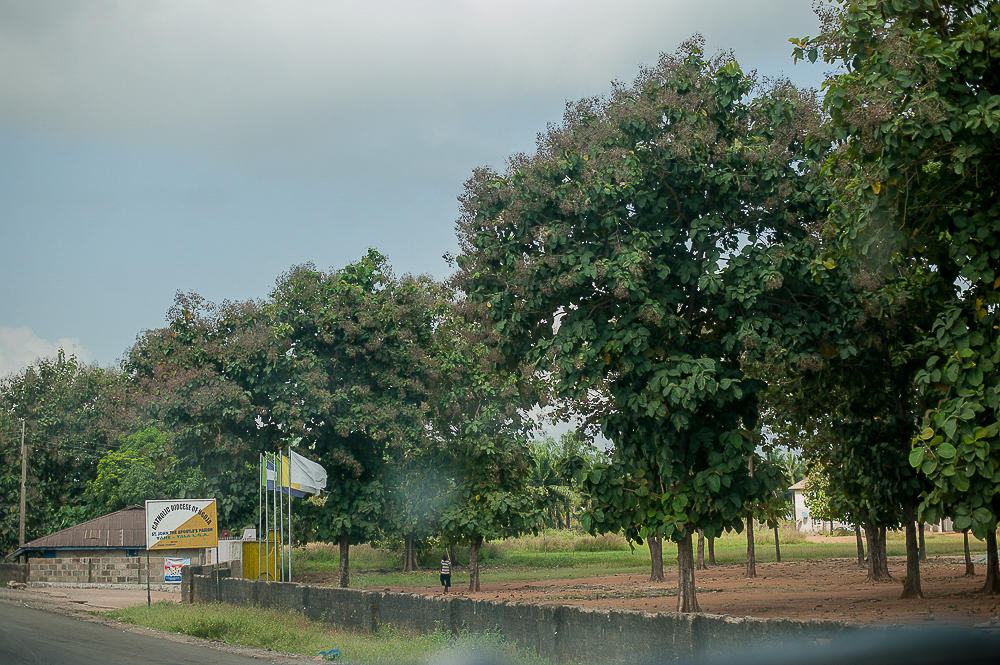
Centro religioso na Área de Governo Local Bekwarra

Atualmente, devido principalmente à influência da colonização britânica, uma parcela dos falantes da língua bekwarra está espalhada por outros estados nigerianos como Cano, Ondô, Benué e Lagos. Esse cenário é consequência da imposição da educação e da cultura colonial britânica ao povo a partir da década de 1960 - desde então, a juventude Bekwarra habituou-se a migrar em busca de ocupações consideradas cosmopolitas.

### Dialetos e Línguas Relacionadas
O bekwarra pertence à família linguística nigero-congolesa e é classificado como pertencente ao pequeno grupo de línguas chamado de línguas bendi [en], um grupo dentre as línguas bantoides localizado no norte do estado de Rio Cross e em partes adjacentes de Camarões. A maioria das línguas classificadas como bendi apresenta similaridades tão extensas entre si que podem ser tratadas como dialetos da mesma língua; apenas o bekwarra apresenta diferenças lexicais e morfológicas suficientes para ser determinado como língua separada.

Mapa ilustrativo da localização das línguas bendi

O bekwarra apresenta uma elevada homogeneidade, não havendo quaisquer variantes dialetais da língua identificadas ou reconhecidas pelo povo.
A colonização britânica introduziu a língua inglesa entre o povo bekwarra, iniciando uma cultura entre as famílias de usar-se apenas o inglês (ou alguma forma de pidgin bekwarra-inglês) na comunicação com crianças. Esse cenário, combinado à cultura dispersiva da juventude bekwarra pós-1980, representa uma ameaça à estabilidade linguística do bekwarra.

## História

### História da Língua

#### Pré-colonial
Acredita-se que a história da língua e cultura bekwarra tenha se iniciado no século XV, com a lendária separação da família do patriarca Ogar Agba, que habitava a região de Obudu. É dito que a família vivia em paz até o nascimento de um filho de Ashide e Odama Agba, que teria sido assassinado devido a conflitos internos à tradição familiar. O incidente levaria à fuga de Ashide e Odama, que viriam a fundar o que se tornou a nação bekwarra. O povo bekwarra atual acredita ser composto dos descendentes do casal fundador.
Essa história explica a existência de muitas similaridades linguísticas e culturais entre os povos de Obudu, Mbube, Igede e Bekwarra até os dias atuais.

#### A partir da colonização
A entrada de colonizadores britânicos na região, em 1908, iniciou uma onda de profundas mudanças na sociedade bekwarra. O plano colonizatório baseava-se na inserção, na nação bekwarra, de diversas estruturas e instituições baseadas na visão de mundo britânica.

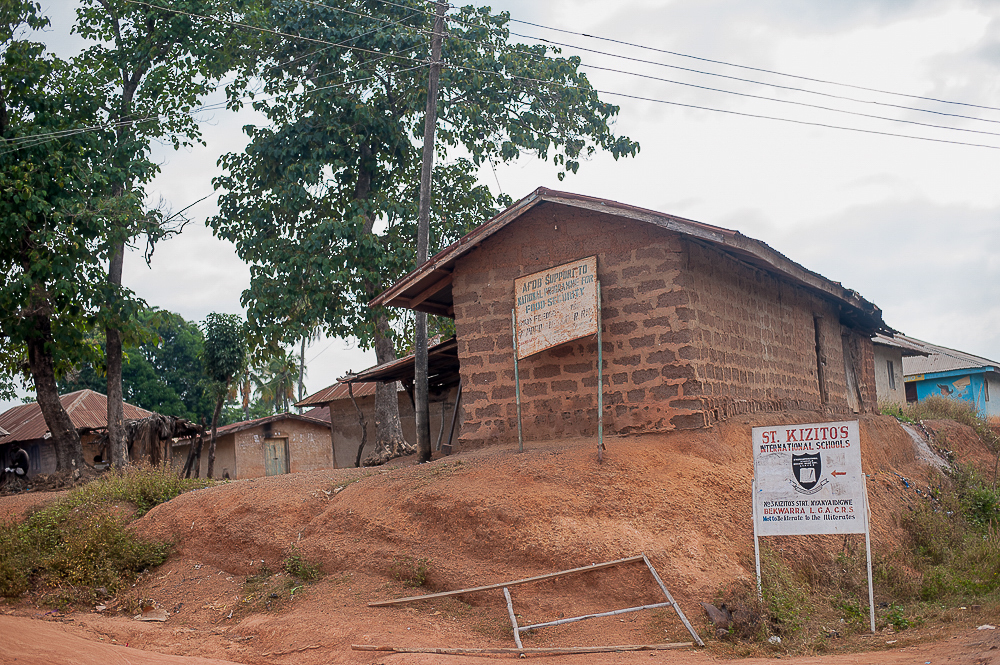
Escola na Área de Governo Local Bekwarra, nomeada em homenagem ao santo católico Quizito de Buganda

A decisão missionária de difusão do cristianismo foi especialmente importante na supressão da cultura local, principalmente devido à criação, a partir da década de 1940, de escolas missionárias dedicadas ao ensino do cristianismo e da língua inglesa.
Os efeitos da colonização permanecem fortes; especialmente, sobrevive uma intensa cultura de desvalorização da língua bekwarra em relação ao inglês.

### História da Documentação
A língua bekwarra é notoriamente pouco documentada; o único estudo dedicado especificamente à língua foi feito por Stanford em 1967.
A mais antiga documentação sobre o bekwarra é um vocabulário incompleto compilado por Thomas, em 1914. Posteriormente, ao longo da primeira metade do século XX, a língua foi mencionada em Johnston, Westermann e Bryan e Greenberg como um dialeto do bokyi.
Omagu realizou importantes pesquisas a respeito da cultura do povo bekwarra no início do século XXI.

## Fonologia

### Consoantes
Existem 22 fonemas consonantais na língua bekwarra, identificados na tabela a seguir:
|             | Labiovelar | Bilabial | Alveolar | Palatal | Velar | Glotal |
| ----------- | ---------- | -------- | -------- | ------- | ----- | ------ |
| Plosiva     | k͡p ɡ͡b      | p b      | t d      |         | k g   |        |
| Africada    |            |          |          | c͡ç ɟ͡ʝ   |       |        |
| Nasal       | ŋ͡m         | m        | n        | ɲ       | ŋ     |        |
| Fricativa   | ʍ          |          |          | ç       |       | h      |
| Lateral     |            |          | l        |         |       |        |
| Vibrante    |            |          | r        |         |       |        |
| Aproximante | w          |          |          | j       |       |        |

As consoantes podem ser afetadas por alguns fenômenos:
Aspiração
As plosivas e africadas do bekwarra podem adquirir aspiração a depender do grau de retração da língua na articulação da vogal seguinte.
Articulação variada de fricativas
- A articulação do fonema /ʍ/, a depender do falante, varia entre articulação bilabial ou labiodental.[24]
- Falantes mais jovens tendem a articular o fonema /ç/ como alveolar.[24]
- Falantes mais velhos substituem, sistemática ou ocasionalmente, o fonema /h/ por /ʍ/.[24]

Palatalização e Labialização
Os fonemas consonantais do bekwarra sistematicamente sofrem labialização ou palatalização a depender da vogal seguinte: vogais posteriores ocorrem somente após consoantes labializadas, e o fonema vocálico /i/ ocorre apenas após consoantes palatalizadas ou /k͡p/.

### Vogais
Existem 5 fonemas vocálicos na língua bekwarra, identificados na tabela a seguir:
|         | Anterior | Central | Posterior |
| ------- | -------- | ------- | --------- |
| Fechada | i        |         | u         |
| Média   | e̞        |         | o̞         |
| Aberta  |          | ä       |           |

1. 1 2 3  Não existem, no Alfabeto Fonético Internacional, símbolos que representem essas exatas vogais do bekwarra; aqui, os diacríticos são usados para atingir maior precisão.

Os fonemas /e̞/ e /o̞/ são produzidos de forma mais fechada em início de palavras, sendo enunciados como [e] e [o], respectivamente.

### Estrutura da Sílaba
No bekwarra, uma sílaba é definida como a menor unidade básica que pode receber tom; no geral, existem três padrões silábicos, exemplificados a seguir:
CV (Consoante-vogal): tibi [ ti.bi ] 'escavar'
V (Vogal): faa [ ʍä.ä ] 'torrar'
N (Nasal silábica): nyung [ ɲu.ŋ ] 'secar'

### Tons
O bekwarra é uma língua tonal, o que significa que, na língua, o tom é um fator que distingue palavras. A princípio, afirma-se a existência de três tons principais na língua: alto (´), médio ( ¯ ) e baixo (`). O tom baixo é consideravelmente mais frequente que os outros dois.

### Transformações Fonológicas

#### Mudanças tonais
- Quando, em uma sequência de sílabas CV.V ou CV.N, os tons são diferentes, são enunciados como um único tom ascendente ou descendente sobre as duas sílabas.[5]
- Fatores fonológicos e gramaticais variados podem fazer com que dois tons sejam enunciados na mesma sílaba, com uma rápida entonação ascendente ou descendente:[28]

á-jì he [ ä.ɟ͡ʝǐ.he̞ ] 'roubar ele'

#### Junção de palavras
A interação entre vogais limítrofes de palavras adjacentes é extremamente comum em bekwarra:
| Anterior | Posterior | Vogais                                                        | Tom                                      | Exemplos                                                      |
| -------- | --------- | ------------------------------------------------------------- | ---------------------------------------- | ------------------------------------------------------------- |
| -CV      | V-        | A vogal anterior some; a vogal posterior é levemente alongada | Inalterado                               | ákpē ókú [ ä́.k͡pṓ̝ː.kú ] 'ele pegou os fósforos'                |
| -CV.V    | V-        | A vogal posterior some                                        | O tom posterior some                     | ábīī ùcí [ ä́.bī.ù.c͡çí ] 'ele pediu o remédio'                 |
| -V.bV    | V-        | A vogal posterior some                                        | O tom posterior some                     | ùtērè ùbú [ ù.tē̝.rú.bú ] 'o rabo da cabra'                    |
| -V.rV    | V-        | A vogal posterior some                                        | O tom posterior some                     | áçūrù ìcīē [ ä́.çū.rì.c͡çī.ē̝ ] 'ele abaixou o pote'             |
| -        | iri-      | A primeira vogal do prefixo some.                             | O tom da primeira vogal do prefixo some. | ùngwù ìrìçì [ ù.ŋ.wù.rì.çì ] 'soleira da porta'               |
| -        | ebe-      | A primeira vogal do prefixo some.                             | O tom da primeira vogal do prefixo some. | ángwō èbètùò [ á.ŋ.wō̝.bè̝.tù.ò̝ ] 'ele bebeu vinho de palmeira' |

## Ortografia
Tradicionalmente, o povo bekwarra compunha uma sociedade ágrafa. A influência da colonização britânica levou à instituição, na década de 1940, do alfabeto latino como sistema de escrita para a língua; porém, numa versão com 27 símbolos em que muitos fonemas são representados por dígrafos.
A língua utiliza 3 diacríticos: os acentos agudo ( ´ ), grave ( ` ) e o mácron ( ¯ ) marcam, respectivamente, os tons alto, baixo e médio (o tom médio também pode aparecer não marcado). Abaixo estão listados os 22 símbolos do alfabeto bekwarra e suas respectivas pronúncias:
| Símbolo | Pronúncia (IPA) | Aproximação com português, inglês ou espanhol |
| ------- | --------------- | --------------------------------------------- |
| a       | /ä/             | bra (inglês)                                  |
| b       | /b/             | bola                                          |
| c       | /c͡ç/            | sem aproximação possível                      |
| d       | /d/             | dado                                          |
| e       | /e̝/             | let (inglês)                                  |
| f       | /ʍ/             | whine (inglês)                                |
| g       | /g/             | gato                                          |
| h       | /h/             | rato (em algumas variantes do português)      |
| i       | /i/             | filho                                         |
| j       | /ɟ͡ʝ/            | sem aproximação possível                      |
| k       | /k/             | cama                                          |
| l       | /l/             | fala                                          |
| m       | /m/             | mato                                          |
| n       | /n/             | nariz                                         |
| o       | /o̝/             | Cambodia (inglês)                             |
| p       | /p/             | pato                                          |
| r       | /r/             | perro (espanhol)                              |
| s       | /ç/             | sem aproximação possível                      |
| t       | /t/             | teresa                                        |
| u       | /u/             | uva                                           |
| w       | /w/             | sol                                           |
| y       | /j/             | pai                                           |
| kp      | /k͡p/            | sem aproximação possível                      |
| gb      | /ɡ͡b/            | sem aproximação possível                      |
| ngm     | /ŋ͡m/            | sem aproximação possível                      |
| ny      | /ɲ/             | manha                                         |
| ng      | ŋ               | thing (inglês)                                |

## Gramática

### Substantivos
No bekwarra, os substantivos são divididos em três classes definidas pelo tipo de concordância nominal que exigem do restante da oração da qual são sujeito. Em duas dessas classes, os substantivos flexionam em número, mas jamais em gênero:
Primeira classe
Consiste de substantivos "pessoais". Esses substantivos  são todos os que nomeiam humanos; exigem concordância, em número, de adjetivos, advérbios e numerais. A maioria desses substantivos recebe o prefixo singular u- e um (ou ambos) dentre os prefixos plurais e- e ebe-:
ùnì 'pessoa' (pl. ènì)
ùjì 'ladrão' (pl. èbèji)
ùnè 'vizinho' (pl. èné ou èbèné)
Os termos "criança", "criancinha" e "estrangeiro" são as únicas formas irregulares de flexão:
ùngwan 'criança' (pl. èbwan)
ùngwatung 'criancinha' (pl. èbwatung)
òkáàrà 'estrangeiro'
1. ↑  o termo não apresenta forma plural distintiva e provavelmente é um estrangeirismo

Essa categoria inclui alguns substantivos compostos, formados por duas raízes com um único prefixo:
ùnìce 'homem' (ùnì 'pessoa' + ùce 'esposo')
ùnìnye 'mulher' (ùnì 'pessoa' + ùnye 'esposa')
Segunda classe
Consiste de alguns substantivos impessoais que exigem concordância, em número, apenas de numerais. São marcados invariavelmente pelo prefixo plural a-:
ìrìte 'dia' (pl. àte)
úkògbó 'porco' (pl. ákògbo)
Terceira classe
Consiste de advérbios e numerais em função substantiva e dos substantivos não contemplados nas outras duas classes. Não exigem nenhuma concordância na oração e também não recebem marcação de número.

#### Derivação
É possível derivar substantivos a partir de verbos com o uso dos afixos à- e -ni. Caso a raiz verbal termine em uma consoante nasal, a última vogal da raiz, com seu tom, é adicionada antes do sufixo:
ji 'comer': àjini 'o comer'
dyem̀ 'crescer': àdyem̀eni 'o crescer'

### Pronomes

#### Pronomes Pessoais
No bekwarra, os pronomes pessoais possuem formas específicas para sujeito e objeto.
Os pronomes sujeito são clíticos que funcionam como prefixos adicionados ao primeiro verbo de cada oração. Tal quadro de pronomes da língua é constituído por 3 pessoas no singular e uma forma plural única; a 1ª e a 3ª pessoas do singular apresentam formas alternativas usadas a depender do aspecto e do modo verbal.
| Aspecto/Modo verbal   | Singular | Singular | Singular | Plural |
| Aspecto/Modo verbal   | 1aP      | 2aP      | 3aP      | Plural |
| --------------------- | -------- | -------- | -------- | ------ |
| Completivo indicativo | maa-     | o-       | a-       | e-     |
| -                     | N-       | o-       | i-       | e-     |

1. ↑  nasal homorgânica [en] à consoante seguinte

Como exemplo de uso, temos:
ìyi nggógó re → 'eu não estou bem'
Em frases nominais, os pronomes enfáticos [en] fazem o papel de pronomes sujeito; todos os pronomes enfáticos no bekwarra flexionam em número:
|          | 1aP   | 2aP  | 3aP     | 4aP  |
| -------- | ----- | ---- | ------- | ---- |
| Singular | àmi   | àwo  | àhe     | ámín |
| Plural   | àbère | amin | abe/àhe | ábín |

Como exemplo de ambas as possibilidades de uso do pronome enfático, temos:
amin ènì ùsi → 'vocês, pessoas pretas'
amin ìyen ekà kúǹg já → 'então, vocês mesmos o comem'
Os pronomes objeto [en] são os seguintes:
|          | 1aP   | 2aP | 3aP |
| -------- | ----- | --- | --- |
| Singular | mi, m | wo  | he  |
| Plural   | ti    | -   | -   |

1. ↑  a forma m ocorre apenas após um verbo de estrutura CV[42]

Como exemplo de uso:
ekúó wo dènaǹg → 'como você se chama?'

#### Pronomes Possessivos
No bekwarra, todos os pronomes possessivos flexionam em número:
|          | 1aP  | 2aP  | 3aP   | 4aP  |
| -------- | ---- | ---- | ----- | ---- |
| Singular | íyi  | íwòn | ímin  | ámín |
| Plural   | íten | ínèn | íbere | ábín |

Os pronomes possessivos podem funcionar como núcleo de frases nominais:
ímin ìyi apètèré apèteré kirìcì → 'ele está com uma infeçção nos olhos' (lit. Os olhos dele estão com infecção)

### Sentença
A principal ordem dos constituintes em uma sentença no bekwarra é SVO; quanto ao alinhamento morfossintático, a língua é nominativa-acusativa, de forma que não há distinção entre o sujeito de uma frase transitiva e intransitiva, ao passo que o objeto de uma frase transitiva é marcado. Essa marcação é feita por meio de pronomes pessoais.

#### Introdutores e Terminais
Uma característica fundamental das sentenças na língua é a presença de partículas posicionadas ao início e ao fim de uma sentença, os chamados "introdutores" e "terminais".
Existem aproximadamente 12 introdutores e 10 terminais. Abaixo, estão listados algumas combinações possíveis de introdutores e terminais, juntamente a qual sentido a combinação atribui à sentença:
| Introdutor | Terminal             | Sentido           | Exemplo                                            | Tradução                                                   |
| ---------- | -------------------- | ----------------- | -------------------------------------------------- | ---------------------------------------------------------- |
| k' (sbj)   | -                    | Objetivo          | ye tùò àcì íwòn, k' ìtáǹ                           | lave seu rosto para que fique limpo                        |
| k' (ind)   | -                    | Sequencial        | asì ìrìjí, k' maáji                                | ele preparou comida, e então eu comi                       |
| ng'        | ngin                 | Resultado         | yè kùng h' óye, ng' iyem áná asǐ wo k'àbó nginn    | onde você foi que aconteceu isso com seu braço?            |
| (he)h'     | (á, áná, ngin)       | Resultado         | maá [...] bé gbàjè k'ùwèbe ùbùba, h' maakà mù ngin | eu [...] atingi o vale Ububa, e foi desse jeito que eu caí |
| -          | (áná, ngin)          | Ação simultânea   | aně he, ikérè áná                                  | ele vê ele tossindo                                        |
| k'         | ngáná                | Passado           | k' ìbé gbàjè k'àté ká ngáná, anè ùnì               | quando ele chegasse ao mercado, ele visse alguém           |
| ìgben k'   | áná, ngáná           | Passado           | ìgben k' èye áná, anyamcù ákpe ìdyùng              | quando eles fossem, a lebre levasse o lagarto              |
| k'         | -                    | Subordinado       | k' ùnì áye ká k'àhà úcom, inǎ ti                   | se qualquer um vai dentro da casa, pode nos ver            |
| k'         | ngá                  | Condicional       | k' ùnìce ngá, ekúng he kuǹg teǹ                    | se é um menino, é circuncidado                             |
| ng'        | áná, ngin, ngáná, mà | Temporal causal   | ng' ngkà maǹg kě he uné ngáná, akà kuńg mi         | quando eu o havia pago, então ele me levou                 |
| ìgben ng'  | áná                  | Habitual temporal | ìgben ng' iyè ímin ísìrì àcì áná, ùngwá ímin ímwà  | sempre que a mãe se distrai, a criança cai                 |
| àbó n'     | áná, ngin            | Temporal contínuo | àbó n' maáye ngin, ńfùò àsàń                       | desde que eu fui, eu venho escrevendo um livro             |
| mòokpang   | -                    | Anterior          | mòokpang àbère ejá ùnáng, e yâ wibi ológo          | antes de comermos fufu, pessoas colhem mandioca            |

### Verbos
Os verbos em bekwarra apresentam apenas as categorias de modo e aspecto, que são marcadas conjuntamente. Alguns estudos indicam que é uma característica marcante das línguas bendi ter o aspecto como categoria dominante e não possuir marcações diretas de tempo. A flexão verbal depende apenas da estrutura tonal da raiz do verbo.
Algumas formas de tempo verbal podem ser marcadas com o uso de introdutores e terminais específicos.

#### Modo e Aspecto
Em bekwarra, todo verbo deve obrigatoriamente receber marcação de modo, que pode ser indicativo ou subjuntivo; e de aspecto, que pode ser completivo ou incompletivo. Abaixo estão listadas as principais formas de marcação de modo e aspecto verbal no bekwarra:
| Tom original da raiz | Transitividade | Aspecto      | Tom final da raiz | Modo       | Tom do prefixo | Exemplo |
| -------------------- | -------------- | ------------ | ----------------- | ---------- | -------------- | ------- |
| B ou BB              | Transitivo     | Completivo   | BA                | indicativo | M              | ajǐ he  |
| B ou BB              | Transitivo     | Completivo   | BA                | subjuntivo | B              | ijǐ he  |
| B ou BB              | Transitivo     | Incompletivo | BA                | indicativo | A              | íjǎ he  |
| B ou BB              | Transitivo     | Incompletivo | BA                | subjuntivo | B              | ìjǎ he  |
| B ou BB              | Intransitivo   | Completivo   | mantém            | indicativo | M              | ajì     |
| B ou BB              | Intransitivo   | Completivo   | mantém            | subjuntivo | B              | ìjì     |
| B ou BB              | Intransitivo   | Incompletivo | mantém            | indicativo | A              | íjà     |
| B ou BB              | Intransitivo   | Incompletivo | mantém            | subjuntivo | B              | ìjà     |
| Outro                | Transitivo     | Completivo   | AA                | indicativo | A              | áfáá he |
| Outro                | Transitivo     | Completivo   | AA                | subjuntivo | B              | ìfáá he |
| Outro                | Transitivo     | Incompletivo | AA                | indicativo | M              | ifáá he |
| Outro                | Transitivo     | Incompletivo | AA                | subjuntivo | B              | ìfáá he |
| Outro                | Intransitivo   | Completivo   | mantém            | indicativo | A              | áfaa    |
| Outro                | Intransitivo   | Completivo   | mantém            | subjuntivo | B              | ìfaa    |
| Outro                | Intransitivo   | Incompletivo | AB                | indicativo | M              | ifáà    |
| Outro                | Intransitivo   | Incompletivo | AB                | subjuntivo | B              | ìfáà    |

1. ↑  Nessas frases, todos os sujeitos e objetos são da 3aPS, e são usadas apenas duas raízes verbais: jì 'roubar', e faa 'torrar'.
2. ↑  Para efeito de simplificação, os três tons foram abreviados: A - tom alto, B - tom baixo e M - tom médio.

É importante notar que, em toda raiz monossilábica no aspecto incompletivo, a vogal da raiz é substituída por -a-.

## Vocabulário

### Números cardinais
Abaixo estão listados os principais números cardinais em bekwarra, que possui um sistema numérico de base 20 e sub-base 10:
| Número | Bekwarra      | Número | Bekwarra |
| ------ | ------------- | ------ | -------- |
| 1      | kìn/itańg kin | 7      | dièhà    |
| 2      | hà            | 8      | diècià   |
| 3      | cià           | 9      | diènè    |
| 4      | nè            | 10     | irifo    |
| 5      | dyang         | 20     | ìrìcí    |
| 6      | dyaàkìn       | 400    | únò      |

### Conto folclórico
únyang kìn ùbuhó àhe n' anyamcù engwìà iyìḿ.  'era uma vez, um cachorro e uma lebre fizeram um acordo.'
abe edè, èkáá èbwa íbere jà. 'eles disseram, "vamos fritar nossas crianças e comê-las.'
edè, èkáá ùngwa úbuhó já. 'eles disseram, "vamos fritar a criança do cachorro e comê-la".'
ùbuhó adè, ímin ìyi apètèré apètèré k'ìrìcì. 'o cachorro disse, "a minha tem uma infecção no olho.'
ètyàng, k'ímin ìkpèrè ukpang. 'vamos deixá-la melhorar primeiro".'
ékung áng' ányamcù kung kaa ji. 'eles pegaram a criança da lebre, fritaram-na e comeram-na.'
[...]
akà kung ùngwa ímin wam kaa, k' abe n' anyamcù èji. 'então ele pegou uma de suas crianças e fritou-a para ele e a lebre comerem.'
èkáànì ekà kung dě he, dè ipì àwo óji kwom h' ófìà kwom̀. 'e então os anciãos lhe disseram, "você deve pagar por tudo que comer".'

## Menções
- O sistema numérico do bekwarra foi tema do problema "Bekwações", da edição Khipu (2022) da Escola de Linguística de Outono.[54]